# Бююк Хамам
Бююк Хамам (тур. Büyük Hamam, греч. Μπουγιούκ Χαμάμ) — турецкая баня в квартале Иплик Базар — Коркут Эффенди в Северной Никосии. Она находится неподалёку от мечети Иплик Пазары. В результате естественного с течением времени подъёма грунта прилегающих территорий дверь хаммама ныне находится примерно на 2 метра ниже уровня земли, а бани — на 3.

## История

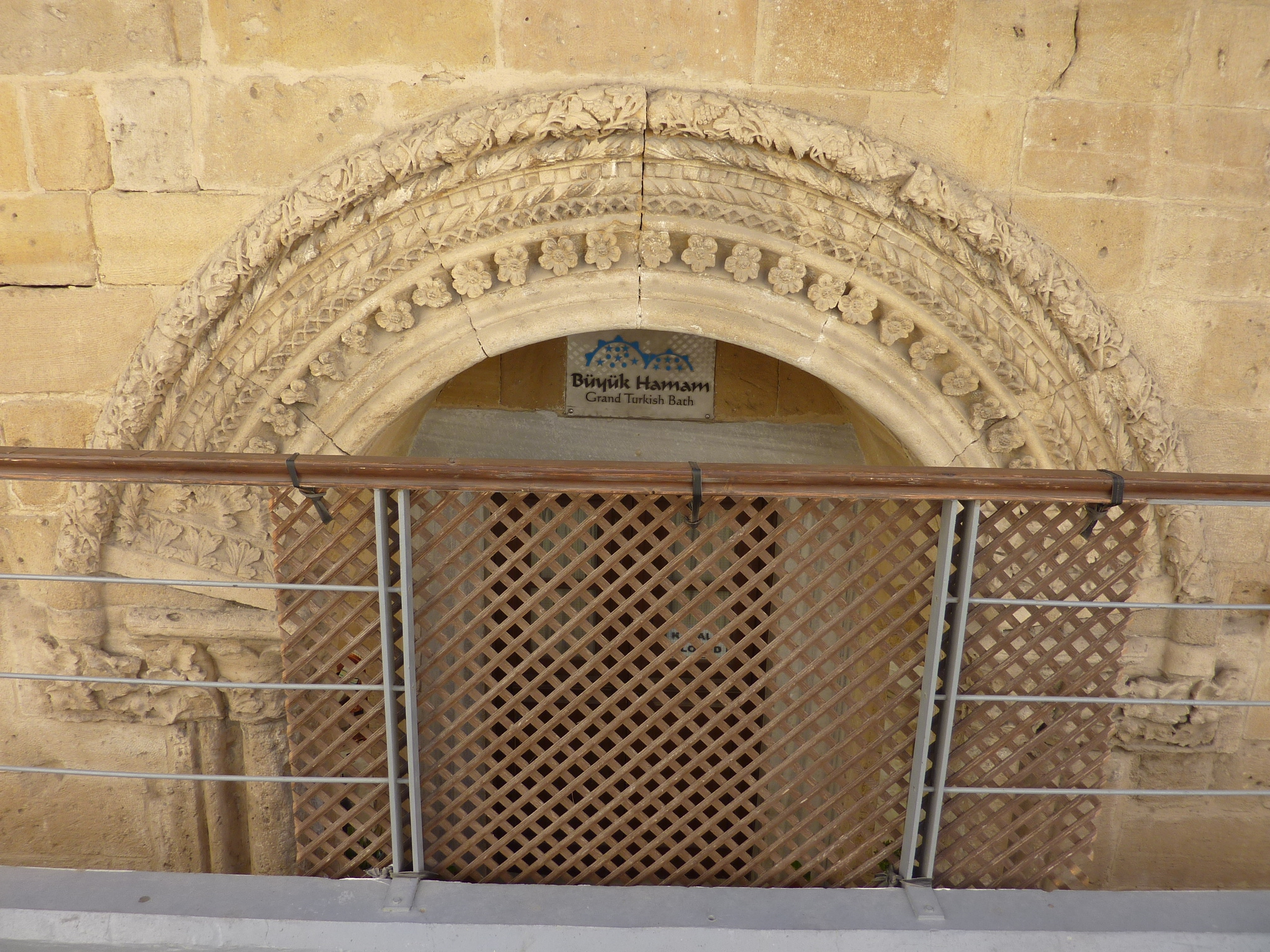
Портал старой церкви

На месте турецкой бани ранее располагалась лузиньянская церковь Св. Георгия Латинского, которая была построена с 1306 по 1309 год и открыта с большим торжеством. Она стала местом двух важных событий XIV века. Так 10 ноября 1330 года Никосия была затоплена в результате разлива реки Педиэос. Наводнение унесло жизни 3000 человек, а место, до которого поднялся уровень воды, было отмечено соответствующей меткой периода Лузиньянов. 17 января 1369 года церковь стала местом сговора ряда рыцарей, которые замыслили убить короля Кипра Петра I. Согласно Кеворку Кешишяну, храм находился в непосредственной близости от королевского дворца и поэтому имел важное значение, а его прихожан называли «полукровками», так как многие из них были детьми от смешанных браков между латинянами и сирийцами.
Несмотря на существование версии о том, что нынешнее здание хаммама это и есть бывшая церковь Святого Георгия Латинского XIV века, Джордж Джеффри указывает на то, что никаких доказательств для такой идентификации не было представлено. Кроме того, он отмечает то, что эта теория упускает из виду тот факт, что, хотя здание бани очень напоминает средневековый церковь по внешнему виду, но оно не соответствует неизменной планировке таких зданий. Вместо того, чтобы быть построенным в направлении восток-запад, здание хаммама имеет ось север-юг, которая была почти невозможна для кипрских церквей, по крайней мере до начала венецианского правления на острове.
Здание было перестроено под турецкую баню в период между 1571 и 1590 годами, в первые годы османского владычества на острове. Она принадлежала фонду Мустафы-паши и сдавалась им в аренду разным людям. Например, в 1593 году янычар Хаджи Мехмед Раджиль арендовал баню на 16 лет. В османский период Бююк Хамам выполнял роль популярного общественного центра, где женщины общались, обменивались новостями и трапезничали. В 1891 году, когда разбирали мраморные плиты в жаркой комнате (тур. sıcaklık), одна из них оказалась средневековым надгробием и была отправлена на хранение в музей. Изначально банный котёл был каменным, но после жалобы истопника на то, что для его топки требуется слишком много дров и это снижает прибыль от работы хамама, его заменили на медный.
В 2007—2008 годах при участии UNDP и USAID был произведён ремонт здания бани с использованием техники, воспроизводившей изначальные характеристики этого хаммама.

## Архитектура
Бююк Хама представляет собой одноэтажное здание из тёсаного камня. Баня состоит из трёх секций: раздевалки (тур. soyunmalık), тёплого помещения (тур. ılıklık) и горячего помещения (тур. sıcaklık). По мнению Хашмета Музаффера Гюркана раздевалка представляет собой часть бывшей латинской церкви. Большой купол и центральная массажная платформа находятся в горячем помещении, которое считается основной частью бани. Арку у входа в хаммам украшают готические рельефы и декоративные элементы, поскольку она является элементом бывшей латинской церкви, также как и подоконники раздевалки.